# Rosières-sur-Mance
Rosières-sur-Mance település Franciaországban, Haute-Saône megyében. Lakosainak száma 54 fő (2022. január 1.). Rosières-sur-Mance Voisey, Barges, Cemboing, Saint-Marcel, Vernois-sur-Mance és Vitrey-sur-Mance községekkel határos.

## Népesség
A település népessége az elmúlt években az alábbi módon változott:
| Lakosok száma | 77   | 59   | 51   | 49   | 49   | 48   | 50   | 52   | 54   |
|               | 2013 | 2015 | 2016 | 2017 | 2018 | 2019 | 2020 | 2021 | 2022 |